# Argiésans
Argiésans est une commune française située dans le département du Territoire de Belfort, la région culturelle et historique de Franche-Comté et la région administrative Bourgogne-Franche-Comté.
La commune dépend du canton de Châtenois-les-Forges.

## Géographie
Le village est situé sur la route nationale 83, entre Belfort et Héricourt (Haute-Saône).

### Climat
Pour des articles plus généraux, voir Climat de la Bourgogne-Franche-Comté et Climat du Territoire de Belfort.
En 2010, le climat de la commune est de type climat de montagne, selon une étude du Centre national de la recherche scientifique s'appuyant sur une série de données couvrant la période 1971-2000. En 2020, Météo-France publie une typologie des climats de la France métropolitaine dans laquelle la commune est exposée à un climat semi-continental et est dans la région climatique Vosges, caractérisée par une pluviométrie très élevée (1 500 à 2 000 mm/an) en toutes saisons et un hiver rude (moins de 1 °C).
Pour la période 1971-2000, la température annuelle moyenne est de 9,8 °C, avec une amplitude thermique annuelle de 17,5 °C. Le cumul annuel moyen de précipitations est de 1 233 mm, avec 13,2 jours de précipitations en janvier et 10,5 jours en juillet. Pour la période 1991-2020, la température moyenne annuelle observée sur la station météorologique de Météo-France la plus proche, « Dorans », sur la commune de Dorans à 2 km à vol d'oiseau, est de 10,9 °C et le cumul annuel moyen de précipitations est de 974,0 mm. 
La température maximale relevée sur cette station est de 38,1 °C, atteinte le 24 juillet 2019 ; la température minimale est de −16 °C, atteinte le 20 décembre 2009,,.
Les paramètres climatiques de la commune ont été estimés pour le milieu du siècle (2041-2070) selon différents scénarios d'émission de gaz à effet de serre à partir des nouvelles projections climatiques de référence DRIAS-2020. Ils sont consultables sur un site dédié publié par Météo-France en novembre 2022.

## Urbanisme

### Typologie
Au 1er janvier 2024, Argiésans est catégorisée commune rurale à habitat dispersé, selon la nouvelle grille communale de densité à sept niveaux définie par l'Insee en 2022.
Elle appartient à l'unité urbaine de Belfort, une agglomération inter-départementale regroupant 16  communes, dont elle est une commune de la banlieue,,. Par ailleurs la commune fait partie de l'aire d'attraction de Belfort, dont elle est une commune de la couronne,. Cette aire, qui regroupe 91 communes, est catégorisée dans les aires de 50 000 à moins de 200 000 habitants,.

### Occupation des sols
L'occupation des sols de la commune, telle qu'elle ressort de la base de données européenne d’occupation biophysique des sols Corine Land Cover (CLC), est marquée par l'importance des territoires agricoles (73,3 % en 2018), une proportion sensiblement équivalente à celle de 1990 (73,9 %). La répartition détaillée en 2018 est la suivante : zones agricoles hétérogènes (47,3 %), terres arables (17,8 %), zones urbanisées (12 %), prairies (8,2 %), forêts (7,4 %), zones industrielles ou commerciales et réseaux de communication (7,2 %). L'évolution de l'occupation des sols de la commune et de ses infrastructures peut être observée sur les différentes représentations cartographiques du territoire : la carte de Cassini (XVIIIe siècle), la carte d'état-major (1820-1866) et les cartes ou photos aériennes de l'IGN pour la période actuelle (1950 à aujourd'hui).

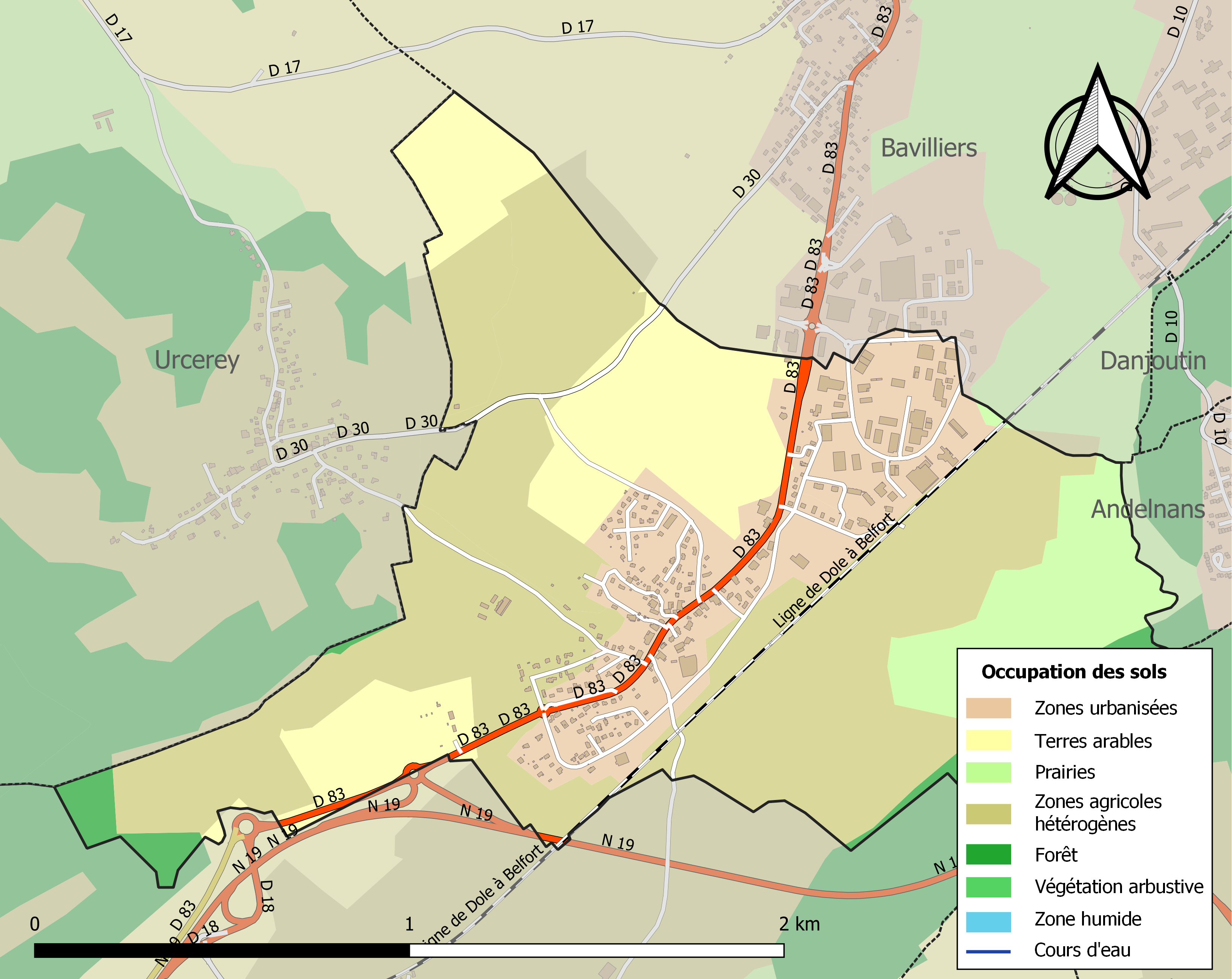
Carte des infrastructures et de l'occupation des sols de la commune en 2018 (CLC).

## Toponymie
- Argesans (1162), Argesans (1347), Arschisan (1394), Ergeschaus et Erscheschans (1427), Argiesans (1655).

## Histoire
Dès 1024 Argiésans fut le chef-lieu de la mairie du Bas-Rosemont, subdivision administrative de la seigneurie du Rosemont, fief des comtes de Montbéliard.
En 1347, le village devient terre autrichienne jusqu'à la fin de la guerre de Trente Ans, en 1648, date de son rattachement au royaume de France.

## Politique et administration
| Période                                  | Période  | Identité      | Étiquette | Qualité  |
| ---------------------------------------- | -------- | ------------- | --------- | -------- |
| Les données manquantes sont à compléter. |          |               |           |          |
| mars 2001                                | En cours | Roger Lauquin | DVD       | Retraité |

## Population et société

### Démographie
L'évolution du nombre d'habitants est connue à travers les recensements de la population effectués dans la commune depuis 1793. Pour les communes de moins de 10 000 habitants, une enquête de recensement portant sur toute la population est réalisée tous les cinq ans, les populations de référence des années intermédiaires étant quant à elles estimées par interpolation ou extrapolation. Pour la commune, le premier recensement exhaustif entrant dans le cadre du nouveau dispositif a été réalisé en 2006.

En 2022, la commune comptait 595 habitants, en évolution de +31,06 % par rapport à 2016 (Territoire de Belfort : −2,78 %, France hors Mayotte : +2,11 %).
| 1793 | 1800 | 1806 | 1821 | 1831 | 1836 | 1841 | 1846 | 1851 |
| ---- | ---- | ---- | ---- | ---- | ---- | ---- | ---- | ---- |
| 137  | 138  | 152  | 159  | 206  | 192  | 194  | 200  | 204  |

| 1856 | 1861 | 1866 | 1872 | 1876 | 1881 | 1886 | 1891 | 1896 |
| ---- | ---- | ---- | ---- | ---- | ---- | ---- | ---- | ---- |
| 216  | 195  | 166  | 164  | 160  | 146  | 161  | 197  | 146  |

| 1901 | 1906 | 1911 | 1921 | 1926 | 1931 | 1936 | 1946 | 1954 |
| ---- | ---- | ---- | ---- | ---- | ---- | ---- | ---- | ---- |
| 130  | 147  | 150  | 148  | 137  | 115  | 112  | 125  | 138  |

| 1962 | 1968 | 1975 | 1982 | 1990 | 1999 | 2006 | 2011 | 2016 |
| ---- | ---- | ---- | ---- | ---- | ---- | ---- | ---- | ---- |
| 137  | 112  | 188  | 202  | 286  | 381  | 441  | 406  | 454  |

| 2021 | 2022 | - | - | - | - | - | - | - |
| ---- | ---- | - | - | - | - | - | - | - |
| 567  | 595  | - | - | - | - | - | - | - |

### Enseignement
La commune d'Argiésans fait partie d'un regroupement pédagogique intercommunal regroupant les communes d'Argiésans, Banvillars, Buc et Urcerey.
Un service de bus dessert chaque école. 
La restauration et la garderie périscolaire se trouvent à l'école maternelle d'Argiésans et relèvent exclusivement de la compétence de la mairie d'Argiésans.
Les services de restauration scolaire et de garderie péri-scolaire débutent le premier jour de la rentrée.
Collège de rattachement : Léonard-de-Vinci à Belfort.

### Culte
Le territoire de la commune dépend de la paroisse catholique de Bavilliers.

## Culture locale et patrimoine

### Lieux et monuments

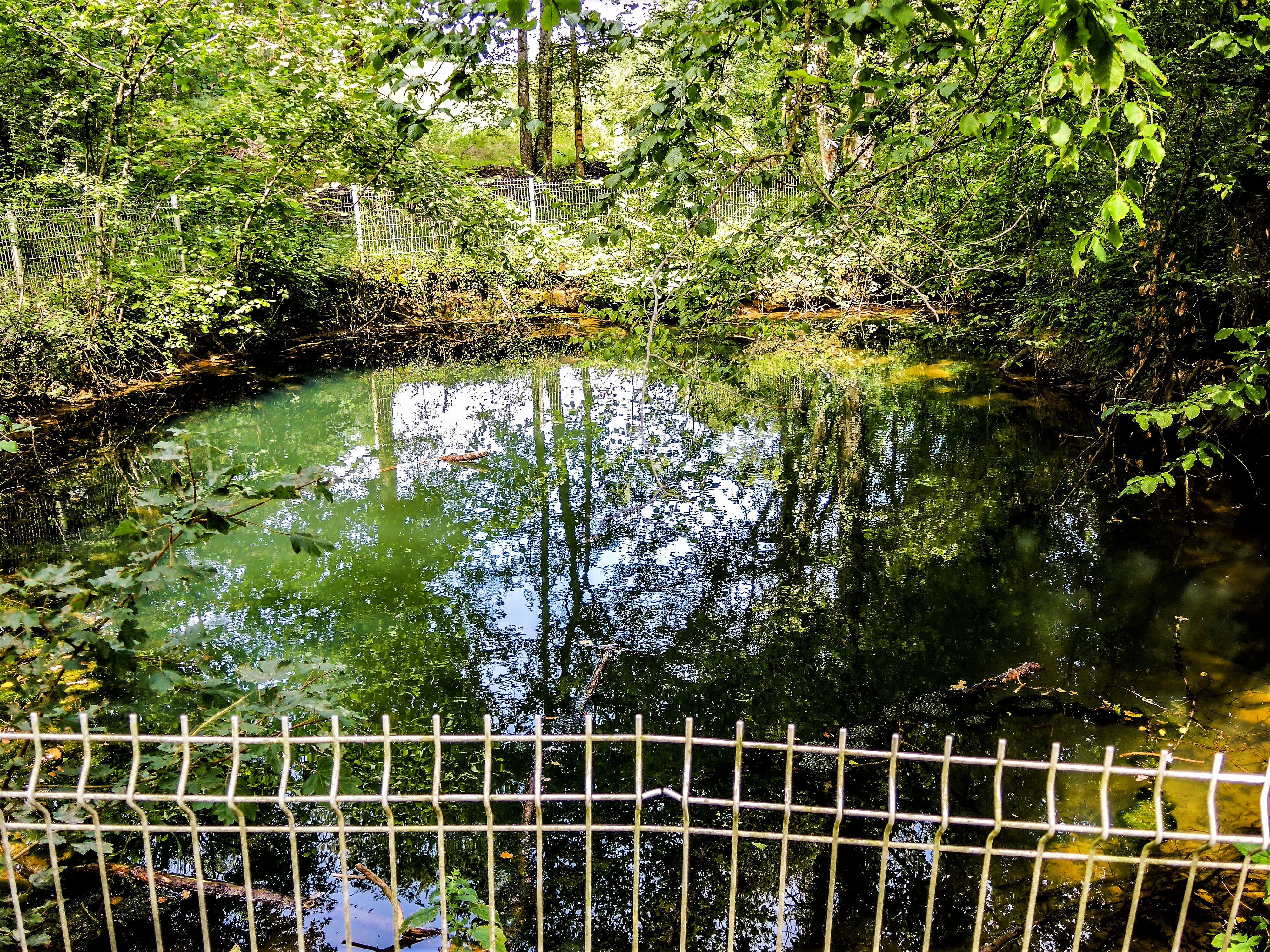
Le trou Gavoillot.

Début 2017, la commune est « réputée sans clochers ».

### Héraldique
| Armes de Argiésans | Les armes peuvent se blasonner ainsi : d'azur à la fasce d'or accompagnée de trois coquilles du même. |

## Pour approfondir